# Honneur et Fidélité

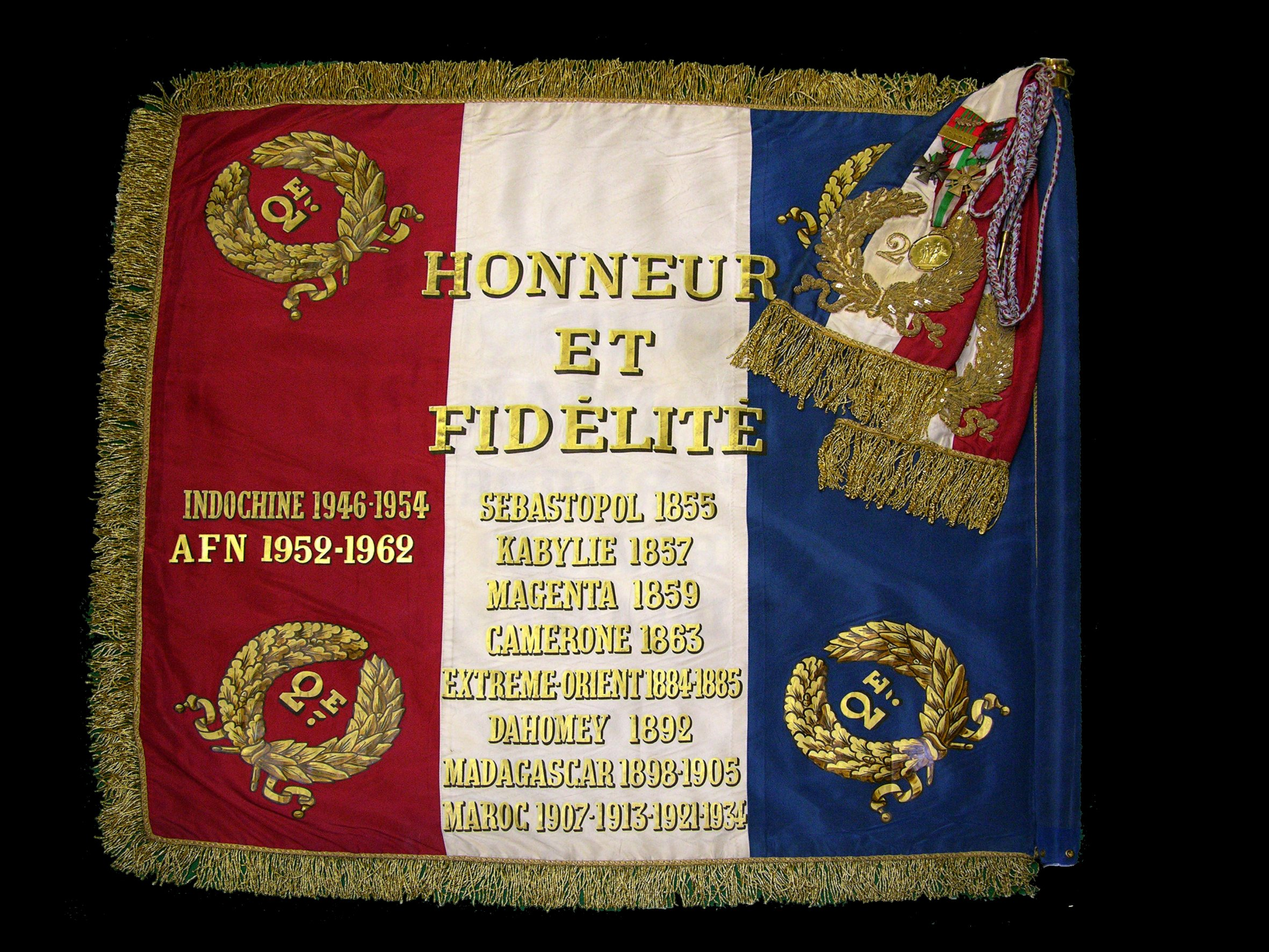
Honneur et Fidélité sur le drapeau du 2e régiment étranger d'infanterie.

Honneur et Fidélité est la devise de la Légion étrangère dans les Forces armées françaises    inscrite sur ses drapeaux à partir de 1920, en lieu et place d’Honneur et Patrie des drapeaux de la République française. 
Cette devise est celle qui était inscrite sur les bannières des unités suisses, notamment du régiment de Diesbach au service de France (85e régiment d'infanterie de ligne). Le 3e régiment étranger (avant la création de la Légion étrangère), pendant tous les combats de l'Empire, demeura fidèle à la devise des troupes suisses Honneur et Fidélité qui deviendra celle de la Légion étrangère.  
Honneur et Fidélité est également la devise de la Brigade sud Nice, groupe de supporteurs de l'OGC Nice fondé en 1985 et dissous en 2010.